# Cytadela (zespół muzyczny)
Cytadela – polski zespół zimnofalowy powstały w 1987 roku na warszawskim Żoliborzu. Jedynym stałym członkiem grupy, przez wszystkie lata istnienia pozostawał Tomasz Wasyłyszyn. W roku 2011 zespół zawiesił działalność. Reaktywacja grupy nastąpiła w roku 2018.

## Historia
Początki zespołu datowane są na rok 1987, wtedy to na jednym z socrealistycznych osiedli Żoliborza Tomasz „Wasyl” Wasyłyszyn i Alex Kłos zakładają zespół Cytadela. Nazwa grupy została zaczerpnięta od Warszawskiej Cytadeli, obok której mieszkał lider kapeli. Z pierwszym koncertem zespół wystąpił w warszawskim klubie Remont, występ ten zorganizował nauczyciel chemii Tomka Wasyłyszyna. W ówczesnym czasie zespół nie miał jeszcze żadnej własnej piosenki, nie występował też nigdy z perkusistą. W trzy dni członkowie napisali pięć utworów, które wsparci przez perkusistę Jarka Frankowskiego wykonali przed publicznością. Na koncert ten przyszło kilkadziesiąt osób a w finale Alex zdemolował swoją gitarę.
Wasyl stał się liderem grupy, zespół grał piosenki komponowane i nagrywane przez niego domowymi środkami, mimo to w jego zespole grali znani muzycy. Perkusista Sidney Polak 1988-92 (T-Love oraz SidneyPolak), gitarzysta Mikis Cupas 1989-91 (Wilki), perkusista Marek Kanclerz 1991 (Gardenia), klawiszowiec Maciej Wyrobek 1987-91 (znany DJ, zm. 2014), basista Wojtek Szewko 1991(Trawnik).
Zespół koncertował w klubach studenckich i knajpach postkomunistycznej Warszawy. Największym sukcesem kapeli była nagroda na festiwalu w Jarocinie w 1990 r, rok później wystąpił na festiwalu opolskim. Tomasz Wasyłyszyn zmienił bas na gitarę i w 1994 roku Cytadela nagrała debiutancką płytę dla SonyMusic zatytułowana po prostu Cytadela. Przez chwilę wydawało się, że dla zespołu zapowiada się dobry okres, jednak dwa lata później w 1996 roku zespół się rozpadł kończąc działalność koncertem w żoliborskim kinoteatrze Tęcza.
Mimo że zespół przestał istnieć, doczekał się w 2002 roku reedycji swych pierwszych nagrań w postaci płyty Cytadela - Archiwum wydanej przez firmę „Furia Musica”.
W roku 2000 Wasyl rozpoczął próby wraz z klawiszowcem Markiem Musiołem i basistą Krzysztofem Gromkiem. W tym składzie jako „Tres Hombres” nagrali materiał na płytę oraz utwór na album z piosenkami The Cure. Później dołączył do nich perkusista Łukasz Ciepłowski.
Zespół „Tres Hombres”, w którym w przeciwieństwie do Cytadeli utwory tworzone były przez wszystkich członków grupy, nie spełnił do końca pokładanych w nim przez Wasyłyszyna nadziei i na przełomie 2002 i 2003 roku po wielu latach przerwy Wasyl wraz z Krzysztofem Gromkiem postanowili wskrzesić Cytadelę.
Powstał zasadniczo zupełnie nowy zespół z korzeniami jednak nowo falowymi. Kilka miesięcy później pod flagą Big Blue Records ukazała się płyta Gdy idę przez most. Była to płyta utrzymana jeszcze w stylistyce nowej fali lat osiemdziesiątych. W roku 2005 zespół wystąpił na największym w Europie środkowo-wschodniej festiwalu dark independent Castle Party w Bolkowie. Rok później zespół wydaje kolejny album, zatytułowany Królowa Śniegu. Brzmienie zespołu zostaje unowocześnione, co niekoniecznie trafia do wszystkich dotychczasowych fanów. Trend ten jest jeszcze bardziej zauważalny na kolejnym wydawnictwie zespołu, płycie Red Sql wydanej w 2009 roku mimo wszystko uznawanym przez sam zespół i krytykę za najlepszy krążek Cytadeli.
Od tego momentu zaczął się powolny schyłek działalności kapeli. Zespół w 2011 roku wydał jeszcze jedno wydawnictwo, album zatytułowany Bękart, ale nie odniósł on większego sukcesu przechodząc zasadniczo bez echa w mediach. Zespół opuścili dotychczasowi muzycy a sam Tomasz Wasyłyszyn uznawszy, że dotychczasowa formuła Cytadeli wyczerpała się, założył kolejny swój projekt o nazwie VüjekVäsyl z którym jak dotąd (2016) wydał dwie płyty. Pytany o przyszły status i ogólnie przyszłość Cytadeli odpowiadał, że nie wyklucza powrotu zespołu, wręcz zakłada, że tak się kiedyś stanie.
W roku 2018 projekt ponownie powrócił do życia a na rynku ukazał się nowy album, zatytułowany Do źródeł mroku. Pierwszy koncert nowej odsłony grupy, połączony z promocją tego wydawnictwa odbył się 20 grudnia 2018 roku w warszawskim klubie Proxima.

## Styl muzyczny
Muzyka zespołu zawsze pozostawała w strefie zimnofalowej, teksty które Wasyłyszyn tworzy sam mają dość ponury wydźwięk, sięga też czasem do wczesnej twórczości poetyckiej swych szkolnych kolegów. Początkowe brzmienie i pierwsza płyta z drugiej części istnienia zespołu, cechował minimalizm nowej fali lat osiemdziesiątych, potem muzyka wzbogaciła się, co jednak jak w przypadku innych tego typu zespołów (patrz Siekiera) nie przypadło do gustu wielu miłośnikom dotychczasowych dokonań zespołu. Muzyka na albumie Red Sql skręciła odrobinę w kierunku popkultury, a wydawnictwo Bękart to typowy hard rock.
Grupa na grzbiecie każdej kolejnej okładki wydawanej płyty umieszczała kolejną literę swej nazwy, pragnąc aby stojąca na półce dyskografia tworzyła całą nazwę zespołu.

## Skład zespołu

### Ostatni
- Tomasz Wasyłyszyn „Wasyl” - śpiew, gitara; od początku frontman zespołu
- Tomasz Wrześniowski „Klaus” - gitara basowa (ex Miguel and The Living Dead)
- Dariusz Dynowski „Dynia” - perkusja (ex TZN Xenna, Deuter)

### Byli członkowie
- Alex Kłoś
- Sidney Polak (T-Love)
- Marek Chrzanowski (Wilki)
- Mikis Cupas (Wilki)
- Marek Kanclerz (Gardenia)
- Maciej Wyrobek
- Wojciech Szewko (Trawnik)
- Adam Wajs
- Michał Charko

## Dyskografia[13]
- 1994 - Cytadela (MJM 293)
- 2003 - Cytadela - Archiwum (Furia Musica)
- 2004 - Gdy Idę Przez Most (Big Blue Records)
- 2006 - Królowa Śniegu (Sonic)
- 2009 - Red SQL (Sonic)
- 2011 - Bękart (Agencja Artystyczna MTJ)
- 2018 - Do źródeł mroku